# جيمس إدوارد بيري
جيمس إدوارد بيري (بالإنجليزية: James Edward Berry)‏ هو مصرفي وسياسي أمريكي، ولد في 2 أكتوبر 1881 في مقاطعة جاكسون في الولايات المتحدة، وتوفي في 22 نوفمبر 1966 في ستيلووتر في الولايات المتحدة. حزبياً، نشط في الحزب الديمقراطي.